# Šípkov
Šípkov (von 1927 bis 1973 slowakisch „Šipkov“; ungarisch Báncsipkés – bis 1907 Sipkó, älter Sipkov) ist eine Gemeinde im Westen der Slowakei mit 144 Einwohnern (Stand 31. Dezember 2024), die zum Okres Bánovce nad Bebravou, einem Teil des Trenčiansky kraj, gehört.

## Geographie

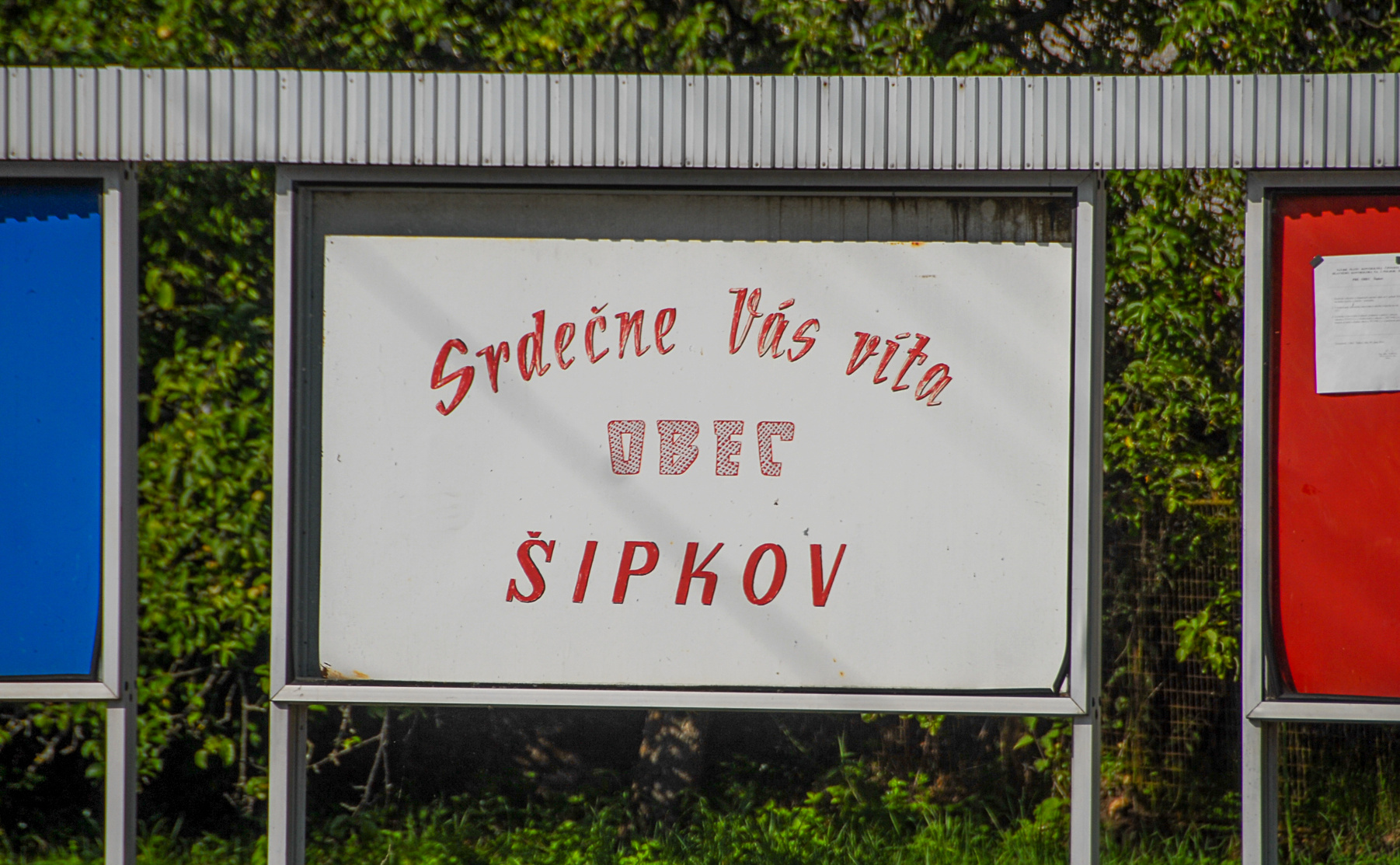
Willkommensschild in Šípkov. Übersetzung: Die Gemeinde Šípkov heißt Sie herzlich willkommen.

Die Gemeinde befindet sich im südwestlichen Teil des Gebirges Strážovské vrchy, am Oberlauf der Bebrava. Das Ortszentrum liegt auf einer Höhe von 280 m n.m. und ist 21 Kilometer von Bánovce nad Bebravou entfernt.
Nachbargemeinden sind Dolná Poruba im Norden, Čierna Lehota im Nordosten und Osten, Trebichava im Südosten und Slatina nad Bebravou im Süden und Westen.

## Geschichte
Šípkov wurde zum ersten Mal 1295 als Sonko schriftlich erwähnt und war Bestandteil des Herrschaftsgebiets der Burg Uhrovec. 1598 gab es eine Mühle und 23 Häuser im Ort, 1720 wohnten sieben Steuerpflichtige in Šípkov, 1784 hatte die Ortschaft 38 Häuser, 54 Familien und 354 Einwohner, 1828 zählte man 37 Häuser und 456 Einwohner, die als Landwirte beschäftigt waren. 1905 brannte das ganze Dorf aus.
Bis 1918 gehörte der im Komitat Trentschin liegende Ort zum Königreich Ungarn und kam danach zur Tschechoslowakei beziehungsweise heute Slowakei. In der ersten tschechoslowakischen Republik waren neben Landwirtschaft auch Obstbau, Holzfällerei und Weidewirtschaft weitere Haupteinnahmequellen, dennoch arbeiteten viele Einwohner als Saisonarbeiter oder wanderten aus. Am 7. November 1944, kurz nach der Niederschlagung des Slowakischen Nationalaufstandes, besetzten Mitglieder der Partisanenabwehrgruppe Edelweiß das Dorf und töteten 23 Einwohner.

## Bevölkerung
| Jahr                | 1994 | 2004     | 2014    | 2024    |
| ------------------- | ---- | -------- | ------- | ------- |
| Anzahl der Personen | 192  | 150      | 143     | 144     |
| Unterschied         |      | −21,87 % | −4,66 % | +0,69 % |

| Jahr                | 2023 | 2024    |
| ------------------- | ---- | ------- |
| Anzahl der Personen | 148  | 144     |
| Unterschied         |      | −2,70 % |

Nach der Volkszählung 2011 wohnten in Šípkov 144 Einwohner, davon 139 Slowaken und ein Tscheche. Vier Einwohner machten keine Angabe zur Ethnie.
130 Einwohner bekannten sich zur römisch-katholischen Kirche und drei Einwohner zur Evangelischen Kirche A. B. Sieben Einwohner waren konfessionslos und bei vier Einwohnern wurde die Konfession nicht ermittelt.

## Bauwerke und Denkmäler
- römisch-katholische Kirche aus dem Jahr 1992